# Danyło Kuczer
Danyło Ołehowycz Kuczer, ukr. Данило Олегович Кучер (ur. 25 stycznia 1997 w Krzywym Rogu) – ukraiński piłkarz, grający na pozycji bramkarza.

## Kariera piłkarska

### Kariera klubowa
Wychowanek klubów Krywbas Krzywy Róg i Dnipro Dniepropetrowsk, barwy których bronił w juniorskich mistrzostwach Ukrainy (DJuFL). Karierę piłkarską rozpoczął w 12 marca 2016 w młodzieżowej drużynie Dnipra U-21, a 15 maja 2016 debiutował w podstawowym składzie Dnipra. Na początku 2018 został piłkarzem klubu Hirnyka Krzywy Róg. 17 lutego 2019 przeszedł do BFC Daugavpils. 14 lutego 2020 przeniósł się do FK RFS.

### Kariera reprezentacyjna
W 2016 występował w juniorskiej reprezentacji Ukrainy U-19 oraz młodzieżówce.